# ミステリー ヴァージン
「ミステリー ヴァージン」は、山田涼介のデビューシングル。2013年1月9日にJ Stormから発売された。

## 概要
Hey! Say! JUMPのメンバーである、山田涼介のソロデビューシングル。
ジャニーズ事務所のアーティストの中で、グループ在籍中に個人名義でソロ曲を発売するのは錦織一清（少年隊）に始まり、堂本剛（KinKi Kids）、山下智久、堂本光一（KinKi Kids）、滝沢秀明、今井翼、中山優馬に続き8人目。
ソロデビュー発表当初は初回限定盤1・2と通常盤の3形態でのリリースであったが、後に日本テレビ限定ドラマ盤の発売が発表された。ドラマ限定盤は日本テレビの『金田一少年の事件簿 香港九龍財宝殺人事件』番組公式サイト内の販売ページのみで購入可能であった。ジャケット写真も他3種とは異なり、「金田一」仕様となっている。

## プロモーション
2012年12月から翌年1月までの期間に、ソロデビューを記念したキャンペーンが実施された。初回限定盤1・2と通常盤を対象としたAコースでは、応募者全員に特典として「山田涼介の待ち受け画面」、応募抽選特典1には、5000名に「ラインストーン・シール」、特典2には、5名に「オリジナル・レザーブルゾン」が、プレゼントされた。ブルゾンは、山田がミュージック・ビデオでも着用している衣装と同じもので、本人がプロデュースしたものである。日本テレビ限定ドラマ盤を対象としたBコースでは、『金田一少年の事件簿 香港九龍財宝殺人事件』劇中で、山田が演じる金田一一の決め台詞を「着ボイス」としてダウンロードできる。
2013年1月1日からラッピング車両が登場。東京都を走る山手線の車両全てに、同曲のジャケット写真やロゴを使用したラッピング広告を実施した。車体や中吊りなど、同曲の広告で占められた（路線図を除く）。本来、様々なCM等が放送されている車内のトレインチャンネルには「ミステリー ヴァージン」と「Moonlight」のミュージック・ビデオのみが流れていた。

## チャート成績
2013年1月21日付オリコン週間シングルランキングにおいて発売初週の売り上げが18.9万枚となり、初登場1位を獲得した。10代の男性ソロ歌手首位は吉川晃司以来「にくまれそうなNEWフェイス」以来、27年8か月ぶり。また、10代男性ソロ歌手のファーストシングル首位は近藤真彦の「スニーカーぶる〜す」以来32年1か月ぶりで、史上2人目の記録となった。

## 収録曲

### CD

#### 通常盤
1. ミステリー ヴァージン
作詞：Vandrythem、作曲：Erik Lidbom / Daichi、編曲：Erik Lidbom、ストリングス・アレンジ：佐藤泰将
  - 山田涼介主演 日本テレビ系ドラマ『金田一少年の事件簿 香港九龍財宝殺人事件』主題歌
2. 銀の世界に願いを込めて
作詞：山田涼介、作曲：森山拓五郎、編曲：牧戸太郎
3. 愛のかたまり
作詞：堂本剛、作曲：堂本光一、編曲：吉田建、ストリングス・アレンジ：吉田建 / 牧戸太郎
  - KinKi Kidsの13thシングル「Hey! みんな元気かい?」カップリングのカバー
4. ミステリー ヴァージン（オリジナル・カラオケ）
5. 銀の世界に願いを込めて（オリジナル・カラオケ）
6. 愛のかたまり（オリジナル・カラオケ）

#### 初回生産限定盤1
1. ミステリー ヴァージン
2. アジアの夜
作詞・作曲・編曲：渡辺拓也

#### 初回生産限定盤2
1. ミステリー ヴァージン
2. Moonlight
作詞：アタネガク、作曲：QQ、編曲：陶山隼

#### 日本テレビ限定ドラマ盤
1. ミステリー ヴァージン
2. アジアの夜（Chinoiserie Ver.）
3. ミステリー ヴァージン（オリジナル・カラオケ）
4. アジアの夜（オリジナル・カラオケ - Chinoiserie Ver.-）

### DVD

#### 初回生産限定盤1
1. ミステリー ヴァージン（ビデオ・クリップ＋メイキング）

#### 初回生産限定盤2
1. Moonlight（ビデオ・クリップ＋メイキング）